# Idaea faceta
Idaea faceta är en fjärilsart som beskrevs av Inoue 1943. Idaea faceta ingår i släktet Idaea och familjen mätare. Inga underarter finns listade i Catalogue of Life.